# Barcelona (film, 1994)
Pour les articles homonymes, voir Barcelona.
Pour plus de détails, voir Fiche technique et Distribution.
Barcelona est un film d'humour dramatique américain de 1994, écrit et réalisé par Whit Stillman et tourné à Barcelone. Le film met en vedette Taylor Nichols, Chris Eigeman et  Mira Sorvino.

## Synopsis
Ted Boynton est un vendeur de Chicago qui vit et travaille à Barcelone au début des années 1980. Le cousin de Ted, Fred, est un officier de marine qui arrive à l'improviste chez Ted au début du film. Il est envoyé à Barcelone pour s'occuper de l'implantation de la flotte américaine qui doit arriver.
Les deux cousins sont en conflit depuis l'enfance dont le film fait plusieurs fois allusion. Ted et Fred développent des relations avec diverses femmes célibataires de Barcelone. Certains résidents montrent une réticence lors de la présence de Fred. Ted fait également face à des problèmes avec son employeur américain et avec son concept d'attirance pour la beauté physique.

## Fiche technique
- Titre : Barcelona
- Réalisation : Whit Stillman
- Scénario : Whit Stillman
- Musique : Mark Suozzo
- Photographie :	John Thomas
- Montage : Christopher Tellefsen
- Production : Whit Stillman - Antonio Llorens - Jordi Tusell
- Société de production : Castle Rock Entertainment
- Société de distribution : Fine Line Features
- Sortie : 29 juillet  1994
- Durée : 101 minutes
- Pays d'origine :  États-Unis
- Langue originale : anglais
- Budget : 3.2 million $
- Box office : 7.3 million $

## Distribution
- Taylor Nichols : Ted Boynton
- Chris Eigeman : Fred Boynton
- Tushka Bergen : Montserrat Raventos
- Mira Sorvino : Marta Ferrer
- Hellena Schmied : Greta
- Nuria Badia : Aurora Boval
- Jack Gilpin : Le consul
- Thomas Gibson : Dickie Taylor